# Al-Džauf (muhafaza)
Al-Džauf (arap. الجوف) je jedna od 20 jemenskih muhafaza. Ova pokrajina prostire se u unutrašnjosti na 
sjeveru Jemena uz granicu s Saudijskom Arabijom.
Pokrajina al-Džauf ima površinu od 39.500 km² i 451.462 stanovnika, a gustoća naseljenosti iznosi 11,4 st./km².